# Carmelo Conte
Carmelo Conte (ur. 9 listopada 1938 w Piaggine) – włoski polityk, prawnik i samorządowiec, deputowany, w latach 1989–1993 minister.

## Życiorys
Ukończył szkołę średnią w Eboli, następnie studia prawnicze w Neapolu, po których w 1963 podjął praktykę w zawodzie adwokata w Eboli. W połowie lat 60. zaangażował się w działalność Włoskiej Partii Socjalistycznej (PSI). W 1972 został burmistrzem Eboli, dwa lata później sekretarzem PSI w prowincji Salerno, a w 1975 radnym Kampanii. Od 1976 do 1978 był asesorem w rządzie regionalnym, następnie wiceprzewodniczącym władz regionalnych. Wszedł później w skład krajowego kierownictwa socjalistów.
W 1979 po raz pierwszy został wybrany do Izby Deputowanych. Z powodzeniem ubiegał się o reelekcję w trzech kolejnych wyborach, zasiadając w niższej izbie włoskiego parlamentu nieprzerwanie do 1994 jako poseł VIII, IX, X i XI kadencji. Od lipca 1989 do kwietnia 1993 sprawował urząd ministra bez teki odpowiedzialnego za obszary miejskie.
Zajął się następnie działalnością publicystyczną. Autor publikacji książkowych, m.in. L’avventura e il Seme (1993), Sasso o coltello (1994), Dal Quarto stato al quarto partito i Dialoghi nel Tempo (2010).